# Västergötlands runinskrifter 93
Runinskrift Vg 93 är ristad på en runsten vid Rådenes ödekyrkogård, cirka 8 km sydväst om Skövde tätort. Stenen skall enligt uppgifter från kyrkoherden Thure Ljunggren tidigare ha stått på Rådene åkergärde för att senare ha inlagts i kyrkogolvet under karlbänkarna intill södra kyrkväggen. Stenen restes på nuvarande plats 1861 av Gustaf Brusewitz.

## Inskriften
Inskriften innefattar en del yngre runformer, däribland de stungna runorna ᛔ p och ᚵ g.
Translitterering av runraden:
+: rani · læt · gæra : sten : þænna : ¶ : a : pætar : faþur : sin :
Normalisering till runsvenska:
Rani let gæra stæin þenna at Petr, faður sinn.
Översättning till nusvenska:
Rane lät göra denna sten efter Peter, sin fader.
Peter är kanske samma  Peter, som nämns i Vg 217.